# Laszlo Kovacs (zapaśnik)
Laszlo Kovacs (ur. 1 kwietnia 1971) – węgierski, a od 1999 roku australijski zapaśnik walczący w stylu klasycznym. Olimpijczyk z Sydney 2000, gdzie zajął osiemnaste miejsce w kategorii 130 kg.
Zajął 23. miejsce na mistrzostwach świata w 1999. Mistrz Oceanii w 2000. Trzeci ma MŚ kadetów w 1991 roku.